# Isten az úton
Az Isten az úton az Edda Művek huszonhetedik albuma. Folytatván az Örökség című lemezen megkezdett hangzást, de megtartva az eredeti Edda-stílust is, egy remek album készült.

## Számok listája
1. Isten az úton
2. Én vagyok én
3. Elmondom majd
4. Csillagúton jöttem
5. Ne tépj szét
6. Szerelmem, szerelmem
7. Csak veled
8. Szeretnék hozzád visszatalálni
9. Csak egy lövést
10. Ha eltűntél
11. Éjszaka lánya
12. Tüntetés
13. Himnusz

## Az együttes felállása
- Alapi István – szólógitár
- Gömöry Zsolt – billentyűs hangszerek
- Hetényi Zoltán – dob, ütőhangszerek
- Kicska László – basszusgitár
- Pataky Attila – ének